# Csíkszentmihályi Róbert
Csíkszentmihályi Róbert (Budapest, 1940. január 5. – Szentendre, 2021. augusztus 26.) a Nemzet Művésze címmel kitüntetett, Kossuth-díjas magyar éremművész, szobrászművész, érdemes és kiváló művész.

## Élete, munkássága
Apja fiumei magyar konzul fia, aki olasz iskolába járt, s Olaszországból nősült, Budapesten telepedtek meg, 1940-ben itt született Csíkszentmihályi Róbert, nehéz körülmények közt éltek, mert apját a háború végén két és fél évre „málenkij robotra” vitték a Szovjetunióba. A művész már gyermekkorában nagy hajlandóságot mutatott a rajz és a festészet iránt, ezért szülei a Török Pál utcai Képzőművészeti Kisképzőbe adták, ahol bekerült a díszítőszobrász tagozatra. Ezután a Képzőművészeti Főiskolára jelentkezett, de csak majd két év múltán nyert felvételt, addig díszítő szobrászattal foglalkozott, saját bevallása szerint nem nagyon kedvelte e területet, de nagyon sok hasznos tapasztalatot szerzett.
A Képzőművészeti Főiskolán Pátzay Pál és Szabó Iván voltak a mesterei, 1965-ben diplomázott. Pályakezdő éveiben kialakult benne, hogy leginkább a szobrászathoz vonzódik, nagy hatással voltak rá Borsos Miklós, Medgyessy Ferenc figurális kompozíciói. Tanulmányútjai is gazdag tapasztalatokhoz juttatták, járt Rómában (1972, 1978, 1982), Indiában (1980), Görögországban (1980), Svédországban (1982).
Korai szobrait fából, mészkőből alkotta, később már befutott szobrászként jutott nemes anyagokhoz, bronz, márvány stb. Alkotó munkásságának fő területe az emlékműszobrászat, az egyházi épületek szobrokkal való díszítése lett, ezek mellett jelentősek kisplasztikai alkotásai és éremművészete. 1964-től 2021-es haláláig Szentendrén élt és alkotott, számos szentendrei művésszel való találkozása termékenyítőleg hatott alkotói tevékenységére, amelynek közvetlenül megfogható eredményei is vannak, például 2011-ben a Kovács Margit Múzeumot Kocsis József (1949–2020) szentendrei építész és Asszonyi Tamás, Csíkszentmihályi Róbert, Szabó Tamás, Szentirmai Zoltán képzőművészek újították fel.
Szülőföldjén és külföldön is elismert művész. A figurális ábrázolás és az érzelmek kifejezése művészetének erőssége, de nem kifejezetten hagyományos emlékműszobrászatot művel, elmozdul az absztrakt művészet felé, ami jótékony hatást gyakorol a nézők képzeletvilágára. Nem csoda, hogy alkotásaival Velencébe és Vatikánvárosba is eljutott, érdeme, hogy az egyházi művészet igényes színvonalon kerül a hívők elé. Igen termékeny alkotó, számos egyéni és csoportos kiállításon mérette meg alkotásait, mind itthon, mind külföldön jeles közgyűjtemények őrzik alkotásait. Életmű-kiállítását a kortárs művészetek egyik galériájában, a MűvészetMalomban rendezték meg Szentendrén 2010-ben, e kiállításon volt először látható 2009 végén befejezett Mind elmegyünk című kompozíciója, melyen egy évig dolgozott. Mint a cím is sugallja, a téma az elmúláshoz vezető út, amelyet harminc kis bronzszoborból épített fel a művész, bemutatva az elmúláshoz vezető emberi utak különbözőségét. Munkásságának elismeréseképpen 2013. március 15-én Kossuth-díjjal jutalmazták.

## Köztéri szobrai (válogatás)

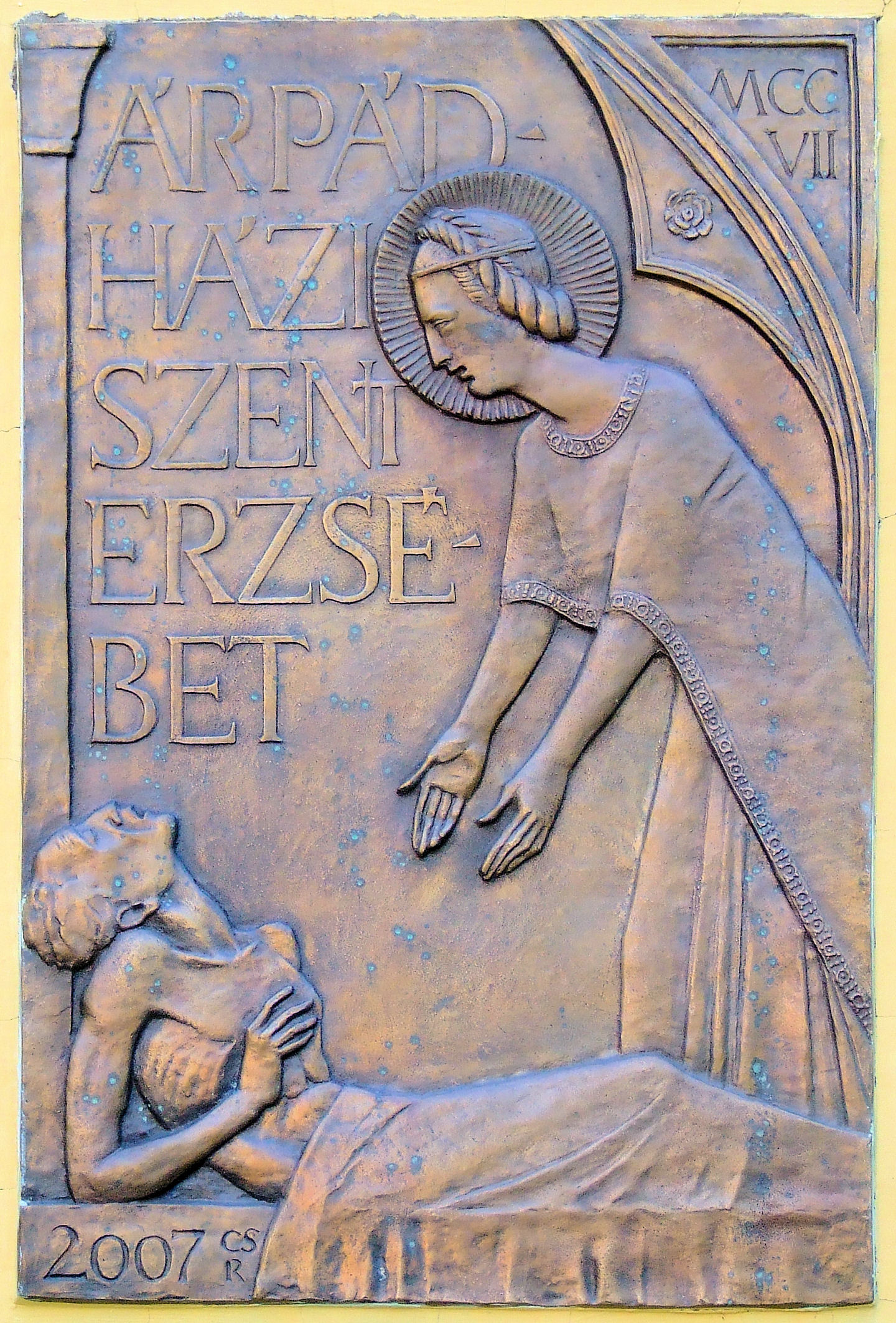
Árpádházi Szent Erzsébet (Szentendre, 2007)

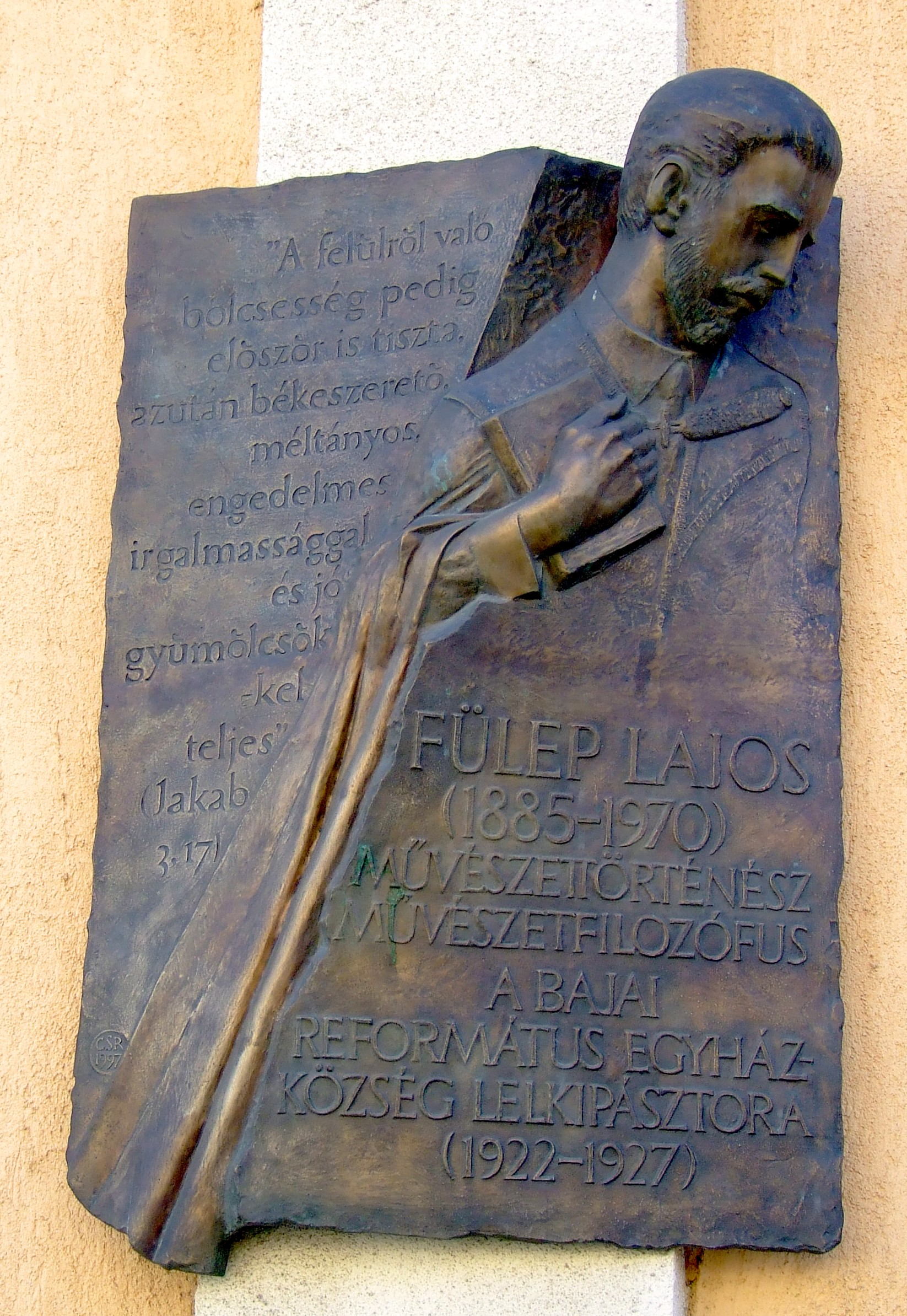
Fülep Lajos (Baja, 1997)

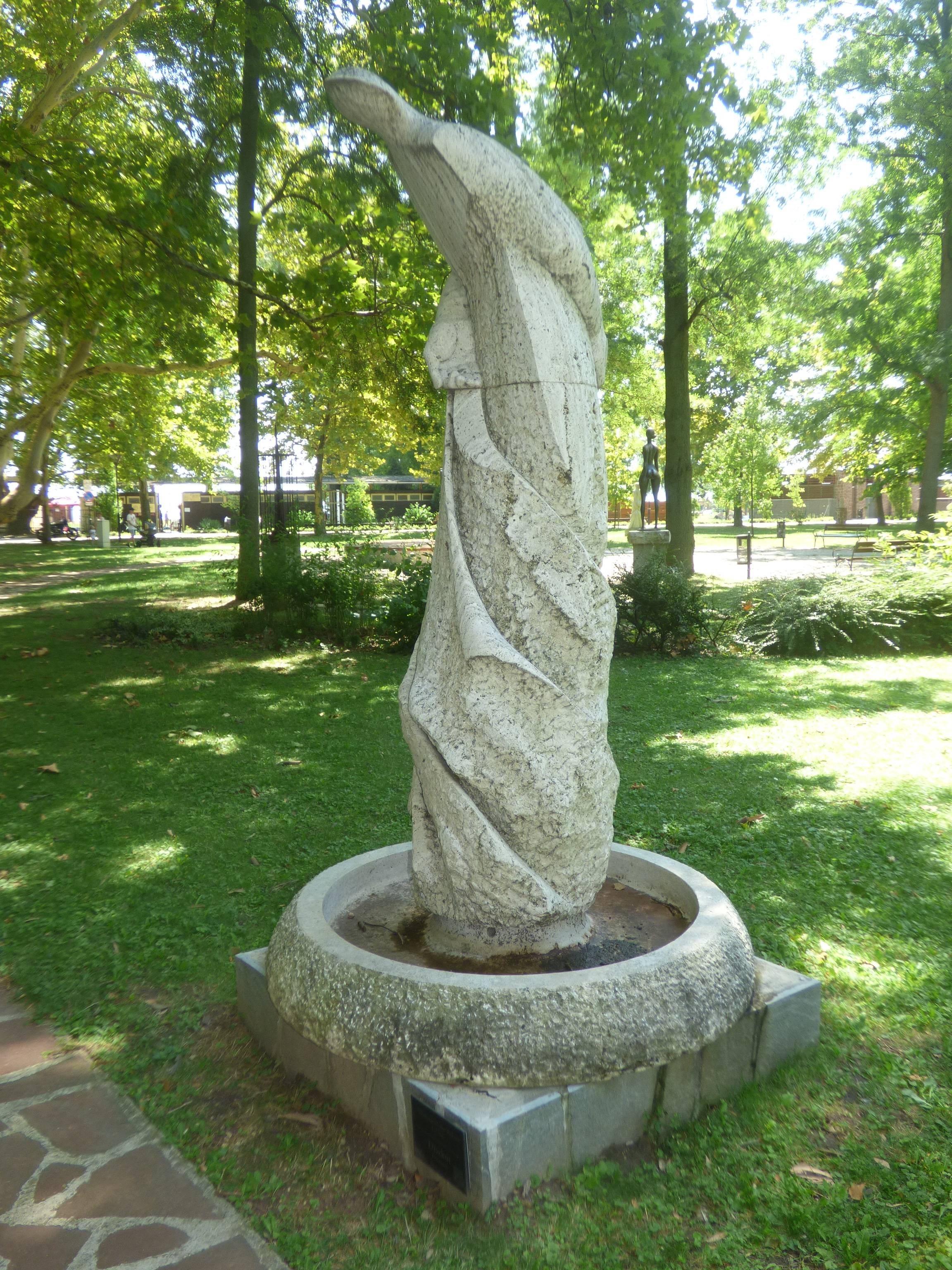
Díszkútja a balatonalmádi szoborparkban

- Anya gyermekével (bronz, 1968, Békés)
- Vadkan (mészkő, 1969, Tiszadob, Gyermekváros)
- Az utolsó szarvas emlékműve (öntöttvas, 1970, Verdinborg)
- Batthyány Kázmér (mészkő, 1971, Siklós)
- Herman Ottó-emlékkút (mészkő, 1974, Budapest, Vérmező)
- Jankovich Ferenc síremléke (mészkő, 1974, Budapest, Farkasréti temető)
- Háború (öntöttvas, 1974, Dunaújváros, Szoborpark)
- Felszabadulási emlékmű (mészkő, Szentendre)
- A látomás tehene (mészkő, készült 1970-ben, 1976, Székesfehérvár, Május 1. tér)
- Zene (körtefa, készült 1971-ben, 1977, Vác, Zeneiskola)
- Díszkút (mészkő, 1979, Mátészalka)
- Boldog Erzsébet, Boldog Dominici János, Boldog Hedvig (mészkő, 1980, Róma, Szent Péter-bazilika altemploma, Magyarok Nagyasszonya Kápolnája)
- Petőfi-dombormű (bronz, készült 1974-ben, 1981, Kiskőrös, Művelődési Ház)
- Szarvas (mészkő, készült 1969-ben, 1982, Budapest, Mártírok útja)
- Zene (mészkő, 1983, Budapest, Kálvin tér)
- Opauszki Anna síremléke (mészkő, 1983, Budapest, Farkasréti temető)
- A jerikói vak, Az emmauszi tanítványok, Krisztus és Tamás (bronz, 1984, Budapest, Batthyány tér, a Szent Anna-templom oltárának domborművei)
- Szobor őzbakkal (mészkő, 1984, Bischofsheim, Vásárlóközp.)
- Végh György síremléke (mészkő, 1984, Budapest, Farkasréti temető)
- Tűzszerész emlékmű (mészkő, 1985, Budapest, Tábor u.)
- Térelválasztó plasztika (festett fa, készült 1978-ban, 1986, Szolnok, Kórház)
- Szent Ferenc (mészkő, 1986, Szentendre, Ferences Gimnázium)
- Kálvária (bronz dombormű, 1988, Ábrahámhegy)
- Cs. Szabó László síremléke (mészkő, 1988, Sárospatak, temető)
- Krisztus (mahagóni, 1989, Kismaros)
- Barcsay Jenő síremléke (fekete gránit és aranyozott bronz, 1990, Budapest, Kerepesi temető)
- Európa elrablása (bronz, 1993, Budapest, Inter-Európa Bank)
- II. világháborús emlékmű (mészkő, 1995, Biatorbágy)
- Gyöngyössy Imre síremléke (márvány, 1996, Budapest, Farkasréti temető)
- Fülep Lajos emléktáblája (bronz, 1997, Baja)
- Hősi emlékmű (öntöttvas, 1975-1997, Szentendre)
- "Budapest a Duna gyöngye", Pest-Buda egyesítésének 125. évfordulójára (mészkő, 1998, Budapest, Március 15. tér).
- Türr István mellszobra Rómában (1999)
- Winkler Lajos bronz domborműve Velencében, (2002)
- 56-os emlékmű a Műegyetemnél (2006)
- Németh László szobor (Budapest, Pasa réti út és Radna utca sarkán, 2006)
- Szent Erzsébet (Szentendre, 2007)
- Eötvös Loránd-díj plakettje

## Művei közgyűjteményekben (válogatás)
- British Museum, London
- Dante M., Ravenna
- Érem Múzeum, Wrocław
- Ferenczy Múzeum, Szentendre
- Fővárosi Képtár, Budapest
- Janus Pannonius Múzeum, Pécs
- Magyar Nemzeti Galéria, Budapest
- Münzkabinet, Drezda
- Magyar Nemzeti Múzeum, Budapest
- Nemzeti Múzeum, Krakkó
- Petőfi Irodalmi Múzeum, Budapest
- Skironio M., Polychronopoulos, Megara
- Városi Képtár-Deák Gyűjtemény, Székesfehérvár.

## Díjak, elismerések (válogatás)
- Munkácsy Mihály-díj (1974)
- Érdemes művész (1983)
- Budapest Főváros Művészeti díja (1988)
- Kiváló művész (2001)
- Szentendre díszpolgára (2007)[3]
- Kossuth-díj (2013)
- A Nemzet Művésze (2014)